# Onthophagus ramosus
Onthophagus ramosus är en skalbaggsart som beskrevs av Christian Rudolph Wilhelm Wiedemann 1823. Onthophagus ramosus ingår i släktet Onthophagus och familjen bladhorningar. Inga underarter finns listade i Catalogue of Life.